# Canoë-kayak aux Jeux olympiques d'été de 1976
Navigation
Munich 1972 Moscou 1980
Résultats des épreuves de Canoë-kayak aux Jeux olympiques d'été de 1976 à Montréal.
Pour ces Jeux, les compétitions de slalom qui avaient été introduites lors de l'édition précédente à Munich ne sont pas au programme.

## Tableau des médailles
| Rang  | Pays               | Médaille d'or, Jeux olympiques | Médaille d'argent, Jeux olympiques | Médaille de bronze, Jeux olympiques | Total |
| 1     | Union soviétique   | 6                              | 3                                  | 0                                   | 9     |
| 2     | Allemagne de l'Est | 3                              | 1                                  | 3                                   | 7     |
| 3     | Roumanie           | 1                              | 1                                  | 2                                   | 4     |
| 4     | Yougoslavie        | 1                              | 0                                  | 1                                   | 2     |
| 5     | Hongrie            | 0                              | 3                                  | 5                                   | 8     |
| 6     | Espagne            | 0                              | 1                                  | 0                                   | 1     |
| 6     | Pologne            | 0                              | 1                                  | 0                                   | 1     |
| 6     | Canada             | 0                              | 1                                  | 0                                   | 1     |
| Total | Total              | 11                             | 11                                 | 11                                  | 33    |

## Course en ligne

### 500 mètrescanoë monoplace hommes
| Médaille           | Nom             | Pays             |
| ------------------ | --------------- | ---------------- |
| Médaille d'or      | Aleksandr Rogov | Union soviétique |
| Médaille d'argent  | John Wood       | Canada           |
| Médaille de bronze | Matija Ljubek   | Yougoslavie      |

### 1 000 mètrescanoë monoplace hommes
| Médaille           | Nom             | Pays             |
| ------------------ | --------------- | ---------------- |
| Médaille d'or      | Matija Ljubek   | Yougoslavie      |
| Médaille d'argent  | Vasyl Yurchenko | Union soviétique |
| Médaille de bronze | Tamás Wichmann  | Hongrie          |

### 500 mètrescanoë biplace hommes
| Médaille           | Noms                                  | Pays             |
| ------------------ | ------------------------------------- | ---------------- |
| Médaille d'or      | Sergueï Petrenko Aleksandr Vinogradov | Union soviétique |
| Médaille d'argent  | Andrzej Gronowicz Jerzy Opara         | Pologne          |
| Médaille de bronze | Tamás Buday Oszkár Frey               | Hongrie          |

### 1 000 mètrescanoë biplace hommes
| Médaille           | Noms                                  | Pays             |
| ------------------ | ------------------------------------- | ---------------- |
| Médaille d'or      | Sergueï Petrenko Aleksandr Vinogradov | Union soviétique |
| Médaille d'argent  | Gheorghe Danielov Gheorghe Simionov   | Roumanie         |
| Médaille de bronze | Tamás Buday Oszkár Frey               | Hongrie          |

### 500 mètreskayak monoplace femmes
| Médaille           | Nom                 | Pays               |
| ------------------ | ------------------- | ------------------ |
| Médaille d'or      | Carola Zirzow       | Allemagne de l'Est |
| Médaille d'argent  | Tatiana Korchounova | Union soviétique   |
| Médaille de bronze | Klára Rajnai        | Hongrie            |

### 500 mètreskayak monoplace hommes
| Médaille           | Nom             | Pays               |
| ------------------ | --------------- | ------------------ |
| Médaille d'or      | Vasile Dîba     | Roumanie           |
| Médaille d'argent  | Zoltán Sztanity | Hongrie            |
| Médaille de bronze | Rüdiger Helm    | Allemagne de l'Est |

### 1 000 mètreskayak monoplace hommes
| Médaille           | Nom          | Pays               |
| ------------------ | ------------ | ------------------ |
| Médaille d'or      | Rüdiger Helm | Allemagne de l'Est |
| Médaille d'argent  | Géza Csapó   | Hongrie            |
| Médaille de bronze | Vasile Dîba  | Roumanie           |

### 500 mètreskayak biplace femmes
| Médaille           | Noms                        | Pays               |
| ------------------ | --------------------------- | ------------------ |
| Médaille d'or      | Nina Gopova Galina Kreft    | Union soviétique   |
| Médaille d'argent  | Anna Pfeffer Klára Rajnai   | Hongrie            |
| Médaille de bronze | Bärbel Köster Carola Zirzow | Allemagne de l'Est |

### 500 mètreskayak biplace hommes
| Médaille           | Nom                                | Pays               |
| ------------------ | ---------------------------------- | ------------------ |
| Médaille d'or      | Joachim Mattern Bernd Olbricht     | Allemagne de l'Est |
| Médaille d'argent  | Serhei Nahorny Vladimir Romanovsky | Union soviétique   |
| Médaille de bronze | Larion Serghei Policarp Malîhin    | Roumanie           |

### 1 000 mètreskayak biplace hommes
| Médaille           | Noms                              | Pays               |
| ------------------ | --------------------------------- | ------------------ |
| Médaille d'or      | Serhei Nahomy Vladimir Romanovsky | Union soviétique   |
| Médaille d'argent  | Joachim Mattern Bernd Olbricht    | Allemagne de l'Est |
| Médaille de bronze | Zoltán Bakó István Szabó          | Hongrie            |

### 1 000 mètreskayak quatre places hommes
| Médaille           | Nom | Pays               |
| ------------------ | --- | ------------------ |
| Médaille d'or      | Serhei Chukhray Aleksandr Degtyarev Yuri Filatov Vladimir Morozov                                              | Union soviétique   |
| Médaille d'argent  | José María Esteban Celorrio José Ramón López Diaz-Flor Herminio Menéndez Rodriguez Luis Gregoria Ramos Misioné | Espagne            |
| Médaille de bronze | Peter Bischof Bernd Duvigneau Rüdiger Helm Jürgen Lehnert                                                      | Allemagne de l'Est |